# 509-es busz
Az 509-es busz a budapesti agglomerációban közlekedő helyközi járat, mely az Örs vezér terét és Monort köti össze, Maglód, Gyömrő és Péteri érintésével. A járat az 510-es busz kiegészítő járata, reggel Budapest felé, délután pedig Monor felé indul.

## Útvonala
| Monor, autóbusz-állomás felé | Budapest, Örs vezér tere felé |
| --- | --- |
| Budapest, Örs vezér tere vá. – Kerepesi út – Keresztúri út – Pesti út – – Maglód, Jászberényi út – Katona József utca – Gyömrő, Dózsa György utca – Táncsics Mihály út – Pál Mihály utca – Farkasdi út – Kossuth Lajos utca – Kossuth tér – Bajcsy-Zsilinszky utca – 3111 – Péteri, Petőfi Sándor utca – 3111 – Monor, Péteri út – Kossuth Lajos út – Bocskai utca – Monor, autóbusz-állomás vá. | Monor, autóbusz-állomás vá. – Bocskai utca – Kossuth Lajos út – Péteri út – 3111 – Péteri, Petőfi Sándor utca – 3111 – Gyömrő, Bajcsy-Zsilinszky utca – Kossuth tér – Kossuth Lajos utca – Farkasdi út – Pál Mihály utca – Táncsics Mihály út – Dózsa György utca – Maglód, Katona József utca – Jászberényi út – – Budapest, Pesti út – Jászberényi út – Dreher Antal út – Élessarok – Fehér út – Budapest, Örs vezér tere vá. |

## Megállóhelyei
Az átszállási kapcsolatok között az azonos, de rövidebb útvonalon közlekedő 510-es busz nincsen feltüntetve.
| 509 (Budapest, Örs vezér tere – Maglód – Gyömrő – Péteri – Monor, autóbusz-állomás) | 509 (Budapest, Örs vezér tere – Maglód – Gyömrő – Péteri – Monor, autóbusz-állomás) | 509 (Budapest, Örs vezér tere – Maglód – Gyömrő – Péteri – Monor, autóbusz-állomás) | 509 (Budapest, Örs vezér tere – Maglód – Gyömrő – Péteri – Monor, autóbusz-állomás) | 509 (Budapest, Örs vezér tere – Maglód – Gyömrő – Péteri – Monor, autóbusz-állomás) | 509 (Budapest, Örs vezér tere – Maglód – Gyömrő – Péteri – Monor, autóbusz-állomás) | 509 (Budapest, Örs vezér tere – Maglód – Gyömrő – Péteri – Monor, autóbusz-állomás) | 509 (Budapest, Örs vezér tere – Maglód – Gyömrő – Péteri – Monor, autóbusz-állomás) |
| Perc (↓)                                                                            | Megállóhely                                                                         | Perc (↑)                                                                            | Átszállási kapcsolatok |                                                                                     |                                                                                     |                                                                                     |                                                                                     |
| ----------------------------------------------------------------------------------- | ----------------------------------------------------------------------------------- | ----------------------------------------------------------------------------------- | --- | ----------------------------------------------------------------------------------- | ----------------------------------------------------------------------------------- | ----------------------------------------------------------------------------------- | ----------------------------------------------------------------------------------- |
| 0                                                                                   | Budapest, Örs vezér tere végállomás                                                 | 62                                                                                  | 3, 62, 62A 80, 81, 82, 82A 10, 31, 32, 44, 45, 67, 85, 85E, 97E, 131, 144, 161, 161A, 161E, 168E, 169E, 174, 176E, 231, 244, 276E, 277 410, 419, 430, 440, 441, 484, 485, 486, 505, 508 1040, 1049, 1070, 1075, 1077, 1078 |                                                                                     |                                                                                     |                                                                                     |                                                                                     |
| 20                                                                                  | Budapest, Rákoskeresztúr városközpont                                               | 42                                                                                  | 46, 97E, 98, 161, 161A, 161E, 162, 169E, 195, 198, 202E, 262 484, 485, 486, 504, 505, 506, 508 1070, 1075 |                                                                                     |                                                                                     |                                                                                     |                                                                                     |
| 25                                                                                  | Budapest, Tápióbicske utca                                                          | 37                                                                                  | 97E, 161, 161E, 202E 504, 505, 506, 508 |                                                                                     |                                                                                     |                                                                                     |                                                                                     |
| 27                                                                                  | Budapest, Kucorgó tér                                                               | 35                                                                                  | 97E, 161, 161E, 162, 197, 202E, 262 504, 505, 506, 508 |                                                                                     |                                                                                     |                                                                                     |                                                                                     |
| Budapest–Maglód közigazgatási határa                                                |                                                                                     |                                                                                     | |                                                                                     |                                                                                     |                                                                                     |                                                                                     |
| 35                                                                                  | Maglód, SPAR                                                                        | 27                                                                                  | 485, 486 1070 |                                                                                     |                                                                                     |                                                                                     |                                                                                     |
| 37                                                                                  | Maglód, Jókai utca                                                                  | 25                                                                                  | 504, 505, 506, 508, 575 |                                                                                     |                                                                                     |                                                                                     |                                                                                     |
| 38                                                                                  | Maglód, Határ utca                                                                  | 24                                                                                  | 504, 505, 506, 508, 575 |                                                                                     |                                                                                     |                                                                                     |                                                                                     |
| Maglód–Gyömrő közigazgatási határa                                                  |                                                                                     |                                                                                     | |                                                                                     |                                                                                     |                                                                                     |                                                                                     |
| 41                                                                                  | Gyömrő, vasúti átjáró                                                               | 21                                                                                  | 504, 505, 508, 575 |                                                                                     |                                                                                     |                                                                                     |                                                                                     |
| 42                                                                                  | Gyömrő, Simon Mihály tér                                                            | 19                                                                                  | 508, 575 |                                                                                     |                                                                                     |                                                                                     |                                                                                     |
| 43                                                                                  | Gyömrő, városháza (↓) Gyömrő, központi iskola (↑)                                   | 18                                                                                  | 504, 505, 508, 575 |                                                                                     |                                                                                     |                                                                                     |                                                                                     |
| 44                                                                                  | Gyömrő, Táncsics utca 17.                                                           | 17                                                                                  | 508 |                                                                                     |                                                                                     |                                                                                     |                                                                                     |
| 45                                                                                  | Gyömrő, Telepi temető                                                               | 16                                                                                  | 508, 575 |                                                                                     |                                                                                     |                                                                                     |                                                                                     |
| 46                                                                                  | Gyömrő, Harmónia-Uszoda                                                             | 15                                                                                  | 508 |                                                                                     |                                                                                     |                                                                                     |                                                                                     |
| 47                                                                                  | Gyömrő, református templom                                                          | ∫                                                                                   | 504, 505 |                                                                                     |                                                                                     |                                                                                     |                                                                                     |
| 48                                                                                  | Gyömrő, Schiff ház                                                                  | 13                                                                                  | 504, 505 |                                                                                     |                                                                                     |                                                                                     |                                                                                     |
| 50                                                                                  | Gyömrő, útelágazás                                                                  | 12                                                                                  | 504, 505 |                                                                                     |                                                                                     |                                                                                     |                                                                                     |
| Gyömrő–Péteri közigazgatási határa                                                  |                                                                                     |                                                                                     | |                                                                                     |                                                                                     |                                                                                     |                                                                                     |
| 52                                                                                  | Péteri, Tövespuszta                                                                 | 10                                                                                  | 504, 505 |                                                                                     |                                                                                     |                                                                                     |                                                                                     |
| 53                                                                                  | Péteri, községháza                                                                  | 9                                                                                   | 504, 505, 512 |                                                                                     |                                                                                     |                                                                                     |                                                                                     |
| 54                                                                                  | Péteri, vasúti megállóhely elágazás                                                 | 8                                                                                   | 504, 505, 512 |                                                                                     |                                                                                     |                                                                                     |                                                                                     |
| 55                                                                                  | Péteri, Horgásztó                                                                   | 7                                                                                   | 504, 505 |                                                                                     |                                                                                     |                                                                                     |                                                                                     |
| Péteri–Monor közigazgatási határa                                                   |                                                                                     |                                                                                     | |                                                                                     |                                                                                     |                                                                                     |                                                                                     |
| 58                                                                                  | Monor, Bereki dűlő                                                                  | 5                                                                                   | 504, 505 |                                                                                     |                                                                                     |                                                                                     |                                                                                     |
| 60                                                                                  | Monor, Mátra utca                                                                   | 2                                                                                   | 504, 505, 507 |                                                                                     |                                                                                     |                                                                                     |                                                                                     |
| 61                                                                                  | Monor, Kossuth Lajos utca                                                           | 1                                                                                   | 504, 505, 507 |                                                                                     |                                                                                     |                                                                                     |                                                                                     |
| 62                                                                                  | Monor, Vigadó                                                                       | ∫                                                                                   | 504, 505, 513, 514, 515, 516, 517, 518, 580, 585, 586, 587, 595 |                                                                                     |                                                                                     |                                                                                     |                                                                                     |
| 63                                                                                  | Monor, autóbusz-állomás végállomás                                                  | 0                                                                                   | 504, 505, 513, 514, 515, 516, 517, 518, 580, 585, 586, 587, 595 |                                                                                     |                                                                                     |                                                                                     |                                                                                     |